# Benjamin Mancroft (3e baron Mancroft)
Benjamin Lloyd Stormont Mancroft, 3e baron Mancroft (né le 16 mai 1957), est un pair britannique, homme d'affaires et homme politique du Parti conservateur.

## Jeunesse
Mancroft est né le 16 mai 1957. Il est le fils de Stormont Mancroft (2e baron Mancroft) et de Diana Lloyd. Il fait ses études au Collège d'Eton.

## Carrière
Entre 1987 et 1998, il est co-maître de la vallée de la chasse au cheval blanc et président de la Addiction Recovery Foundation de 1989 à 2006, et mécène jusqu'en 2014. Il est directeur de la Phoenix House Housing Association de 1991 à 1996 et vice-président de 1992 à 1996. Il est également vice-président de la British Field Sports Society de 1992 à 1997, président de l'Alliance of Independent Retailers de 1996 à 2000 et président de la Drug and Alcohol Foundation de 1994 à 2005. Directeur de Countryside Alliance 1997, vice-président en 2005, président 2013-2015. Il est président de la Standing Conference on Countryside Sports &amp; Wildlife Management depuis 2009, et président de la Masters of FoxHounds Association depuis 2014. Il est président du Conseil des loteries depuis 2005. Il participe également activement à la chasse au renard.
Mancroft est président d'Inter Lotto (UK) Ltd de 1995 à 2004, président de Scratch-n-Win Lotteries de 1995 à 1998. Il est directeur de St Martin's Magazines plc de 1995 à 2005 et directeur et vice-président de Rok Mobile Ltd de 2003 à 2007, Rok Corporation depuis 2003 et vice-président de Rok Mobile Inc 2007– 2012. De 2006 à 2009, il est président de New Media Lottery Services PLC, coté sur AIM en 2006. Il est administrateur de DJI Holdings Ltd (PLC 2015) 2008-2016, président 2008-2013, et directeur de BNN Technology PLC de 2015 (président 2016-2017), président du PYX Financial Group 2013-2016 et président de Landtrader (Royaume-Uni et Irlande) Ltd à partir de 2017.

## Carrière politique
En 1987, il succède à son père et devient le 3e baron Mancroft. Il est entré à la Chambre des lords le 23 février 1988 et siège en tant que conservateur . En 1999, il est l'un des 92 pairs héréditaires élus pour rester à la Chambre des Lords après la House of Lords Act 1999 .

## Vie privée
Lord Mancroft est marié à Emma Peart, fille de Thomas Peart et de son épouse Gabriel, depuis le 20 septembre 1990; ils ont une fille et deux fils: 
- Georgia Esmé Mancroft (née le 25 avril 1993)
- Arthur Louis Stormont Mancroft (né le 3 mai 1995)
- Maximilian Michael Mancroft (né le 3 août 1998)